# Epibryon lichenicola
Epibryon lichenicola är en svampart som beskrevs av Matzer 1996. Epibryon lichenicola ingår i släktet Epibryon och familjen Pseudoperisporiaceae.   Inga underarter finns listade i Catalogue of Life.